# Криклий, Владислав Артурович
Владислав Артурович Криклий (укр. Владислав Артурович Криклій; род. 23 ноября 1986 года) — украинский политик, эксперт по вопросам внедрения информационных технологий. Начальник Главного сервисного центра МВД Украины с 2015 по 2019 год.
Народный депутат Украины 9-го созыва от партии «Слуга народа». Министр инфраструктуры с 29 августа 2019 года по 18 мая 2021 года.

## Биография
В 2009 году окончил факультет финансов Киевского национального университета имени Тараса Шевченко, магистр. Кандидат экономических наук (2015), тема диссертационного исследования: «Негосударственные Пенсионные Фонды в системе пенсионного обеспечения на Украине».
С 2005 по 2013 год работал в инвестиционно-банковской сфере, а также в компании «Tickets.ua», занимающейся автоматизацией процессов электронной оплаты платежей.
С 2014 по 2015 год работал советником Министра внутренних дел по вопросам внедрения информационных технологий. Криклий также занимал должность заместителя начальника Департамента ГАИ МВД.

## Политическая деятельность
Кандидат в народные депутаты от партии «Слуга народа» на парламентских выборах 2019 года, № 12 в списке. Беспартийный, проживает в Киеве.
С 29 августа 2019 года Министр инфраструктуры в правительстве Гончарука.
Член Национального инвестиционного совета (с 24 декабря 2019).

### Скандалы
В ноябре 2020 года Криклий стал фигурантом сразу двух международных скандалов. Он был отстранён от запланированной встречи с премьер-министром Казахстана после того, как выяснилось, что он предоставил казахстанской стороне фальшивый ковид-тест. Также он сорвал договор с Польшей по автоперевозкам, опубликовав в соцсети пост о том, что украинская сторона «дожала поляков». Подобная формулировка очень не понравилась польской стороне, которая на самом деле пошла Украине навстречу.